# Héctor José Cámpora

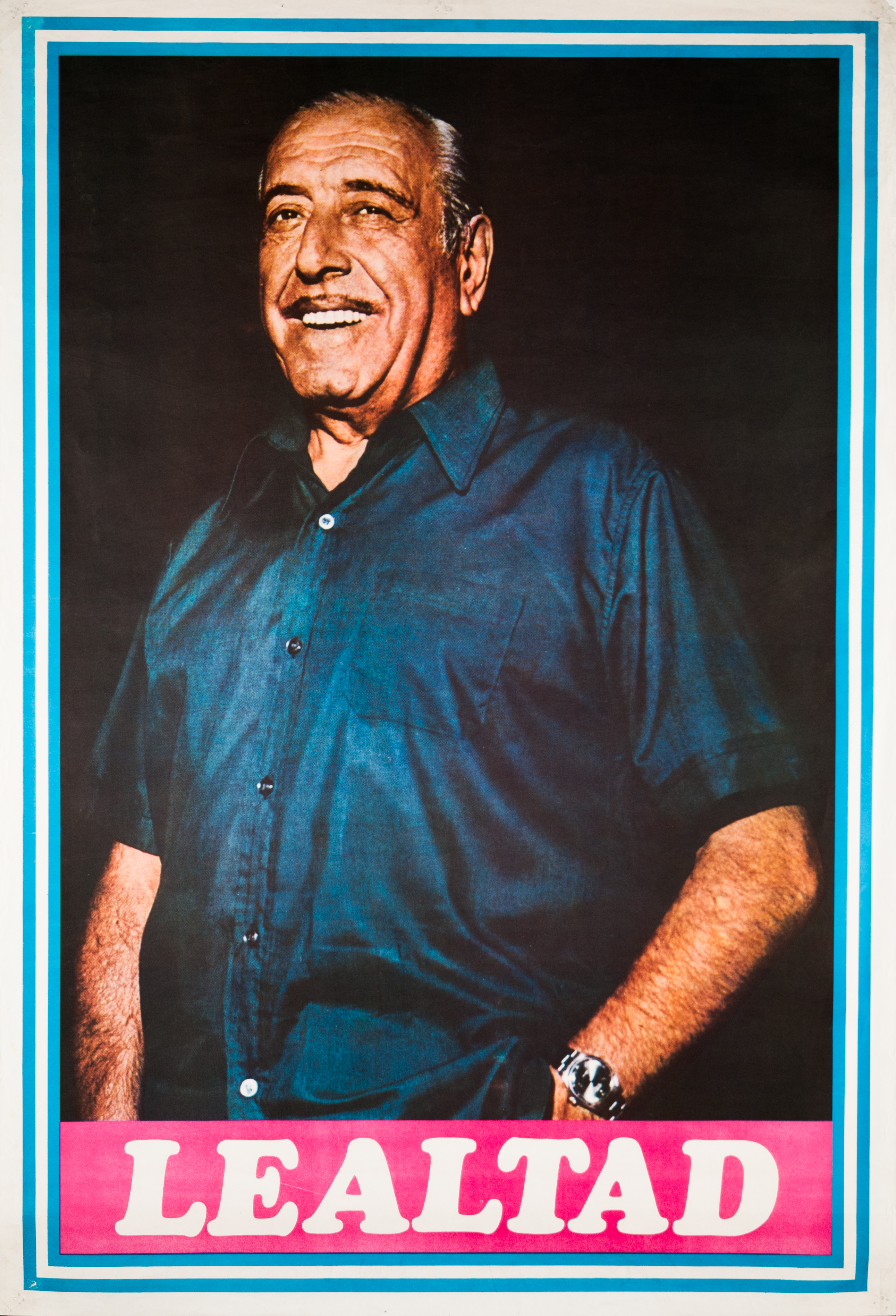
Héctor José Cámpora, darunter der politische Slogan Lealtad (dt. Loyalität)

Héctor José Cámpora (* 26. März 1909 in Mercedes; † 19. Dezember 1980 in Mexiko-Stadt) war ein argentinischer Politiker und der 39. Präsident von Argentinien. Seine Amtszeit dauerte nur 49 Tage, vom 25. Mai 1973 bis zum 12. Juli 1973.

## Leben
Cámpora, der liebevoll el Tío (der Onkel) genannt wurde, war der Sohn kleiner Einzelhändler, die aus Italien nach Argentinien eingewandert waren. Er wollte in Rosario Medizin studieren, nahm dann aber an der Universidad Nacional de Córdoba ein Studium der Zahnmedizin auf. Er arbeitete als Zahnarzt in seiner Heimatstadt, bis er in das nahe gelegene San Andrés de Giles umzog, wo er eine Familie gründete und Präsident eines populären Sportvereins war.

### 1944–1970
1944 wurde er von der Regierung, die aus dem Militärputsch des 4. Juni 1943 hervorgegangen war, zum Bürgermeister bestimmt. Er lernte General Juan Perón kennen, als dieser 1944 San Andrés de Giles als Arbeitsminister besuchte. Nachdem Perón 1946 zum Präsidenten gewählt worden war, gewann Cámpora als Anführer einer unabhängigen Koalition von Arbeitern und Radikalen einen Sitz in der Abgeordnetenkammer, deren Präsident er von 1948 bis 1952 war. Als bevollmächtigter Botschafter wurde er 1953 mit einer diplomatischen Reise durch 17 Länder beauftragt. Nach der Revolución Libertadora, die Perón 1955 stürzte, wurde er wegen Korruption und Unterschlagung verhaftet und angeklagt. Er flüchtete 1956 aus Argentinien, kehrte aber drei Jahre später zurück, nachdem alle Anklagepunkte fallengelassen worden waren.

### 1971–Juli 1973
Perón, der im Exil in Spanien lebte, machte ihn 1971 zu seinem „persönlichen Delegierten“. Er kandidierte bei den Präsidentenwahlen 1973, um das Veto des Diktators Alejandro Lanusse gegen Peróns Teilnahme an der Wahl zu umgehen. Sein Vizepräsidentenkandidat war Vicente Solano Lima. Während Cámpora selbst linke Tendenzen hatte, gehörte Solano Lima der Konservativen Volkspartei an. Cámpora gewann die Wahl im März 1973 mit 49,5 % der Stimmen. Der Führer der Radikalen, Ricardo Balbín, war mit 25 % Zweiter geworden, was aber für eine Teilnahme an der Stichwahl ausreichte, da im ersten Wahlgang eine absolute Mehrheit erforderlich war. Um eine nationale Krise zu vermeiden, nahm dieser jedoch seine Kandidatur zurück und erklärte seine Niederlage. Cámpora wurde am 25. Mai 1973 in der Anwesenheit der Präsidenten Chiles und Kubas, Salvador Allende und Osvaldo Dorticós in sein Amt eingeführt. Eine Million Menschen hatte sich auf der Plaza de Mayo versammelt, um dem neuen Präsidenten zuzujubeln.
Als eine seiner ersten Amtshandlungen gewährte er den politischen Gefangenen, die während der Diktatur verhaftet worden waren, die Amnestie. Am 28. Mai nahm Argentinien die diplomatischen Beziehungen mit Kuba wieder auf, das anschließend argentinische Hilfslieferungen, vor allem Nahrungsmittel und Industrieprodukte, erhielt, um das Embargo der Vereinigten Staaten gegen Kuba zu brechen.
Während Cámporas kurzer Amtszeit gab es ca. 600 soziale Konflikte, Streiks und Besetzungen von Fabriken.
Die revolutionäre Linke hatte ihren bewaffneten Kampf derweilen aufgegeben und sich dem demokratischen Prozess angeschlossen. Gleichwohl wurden die Auseinandersetzungen zwischen dem linken und dem rechten Flügel der peronistischen Bewegung immer schärfer. Cámporas Ideologie stand im Gegensatz zu den Rechtstendenzen im Peronismus. Als Perón am 20. Juni 1973 nach Argentinien zurückkehrte, musste sein Flugzeug auf einen Militärflugplatz umgeleitet werden, da Kämpfe zwischen bewaffneten peronistischen Fraktionen, die sich am Internationalen Flughafen von Buenos Aires versammelt hatten, um ihn willkommen zu heißen, ausgebrochen waren. 13 Menschen starben und mehr als dreihundert wurden verletzt; das Ereignis ist als Massaker von Ezeiza in die Geschichte eingegangen.
José Ber Gelbard, der Vorsitzende der CGE, einer Vereinigung von kleinen und mittelständischen Unternehmen, wurde als Wirtschaftsminister eingesetzt. Er versuchte, einen „Sozialpakt“, der ein Preismoratorium und breite Gehaltserhöhungen enthielt, zwischen den in der CGT organisierten Arbeitern und dem Bürgertum zu schmieden.

### Juli 1973–1980
Am 13. Juli 1973 trat Cámpora zurück, um Perón die Rückkehr an die Macht zu ermöglichen. Die Wahl Peróns fand am 23. September, zwölf Tage nach dem Staatsstreich in Chile, statt. Cámpora wurde später Argentiniens Botschafter in Mexiko, kehrte jedoch noch vor 1976 nach Buenos Aires zurück.
Nach dem Staatsstreich im März 1976, bei dem Peróns Nachfolgerin, seine Witwe Isabel Perón, gestürzt wurde, flüchtete Cámpora in die mexikanische Botschaft in Buenos Aires, wo er drei Jahre lang blieb. Nachdem bei ihm Krebs festgestellt worden war, wurde ihm erlaubt, nach Mexiko zu fliegen, wo er wenige Monate nach seiner Ankunft verstarb. Elf Jahre später wurde sein Leichnam nach Argentinien zurückgebracht und er wurde in San Andrés de Giles bestattet.

### Würdigung
Die 2006 gegründete peronistische Jugendorganisation La Cámpora hat sich nach Héctor Cámpora benannt.